# Katinka Lampe
Catharina Jacqueline Cornelie Lampe (Tilburg, 14 februari 1963) is een Nederlandse kunstschilder. Ze schildert vooral hedendaagse portretten, waarbij ze vervreemding en vrije associatie nastreeft.

## Biografie
Lampe is opgeleid aan de Koninklijke Academie voor Kunst en Vormgeving in Den Bosch. Ze woont en werkt in Rotterdam.

## Werk
Haar oeuvre bestaat voornamelijk uit portretten die een realistische indruk maken, maar ze vermijdt gelijkenis met een persoon, waarbij ze karakteristieke trekken van haar model weglaat. Met een 'glad' beeld en vervreemdende elementen wil ze abstraheren van het onderwerp, om de kijker vrij te laten associëren. Daarom geeft ze haar werk ook geen titels. Ze laat zich inspireren door de tijdgeest, bijvoorbeeld door de verdeeldheid in de samenleving, wat haar in 2017 bijvoorbeeld bracht tot het thema bigotterie. Het gaat niet om de geportretteerden, maar om de rollen die zij spelen.
Katinka Lampe heeft diverse boeken uitgebracht die verband houden met haar schilderwerk. In 2021 kwam ze met een overzicht: Do you like me now? Diverse personen uit de kunstsector schreven begeleidende teksten.

## Galeries
- Galerie Ron Mandos (Amsterdam, Nederland)
- Galerie Les Filles du Calvaire (Parijs, Frankrijk)
- Leeahn Gallery (Seoul, Korea)
- Alice Amati Gallery (Londen, Verenigd Koninkrijk)

## Internationale kunstbeurzen
- Art Rotterdam (Rotterdam, Nederland)
- Miami Untitled (Miami, Verenigde Staten
- San Francisco Untitled (San Francisco, Verenigde Staten)
- Art Brussels (Brussel, België)
- ARCO Madrid (Madrid, Spanje)

- Gemeinsame Normdatei: 132171821
- International Standard Name Identifier: 0000 0000 2031 4788
- Library of Congress Control Number: no2016056846
- Nederlandse Thesaurus van Auteursnamen: 239315162
- RKD-Nederlands Instituut voor Kunstgeschiedenis: 219250
- Système universitaire de documentation: 153938242
- Virtual International Authority File: 8539802